# Красиве (Україна)
Краси́ве — село в Україні, у Лозівському районі Харківської області. Входить до складу Олексіївської сільської громади. Населення за переписом 2001 року становить 175 (80/95 ч/ж) осіб.

## Географія
Село Красиве розташоване на правому березі річки Береки, на відстані 3 км нижче за течією від центру сільради, села Одрадове. Ще нижче за течією річки, приблизно на відстані 1 км, розташоване село Рокитне.

## Природні ресурси
Навколо села розташовані численні заплави річки Береки. Ці водно-болотні угіддя вможливлюють у перспективі створення поблизу села гідрологічного заказника місцевого значення «Красивий» площею 400 га.

## Історія
Село засноване 1700 року.
Поблизу села, уздовж Береки, імовірно, пролягав важливий шлях половецької доби, про що свідчать виявлені половецькі статуї («баби»).
Під час організованого радянською владою Голодомору 1932—1933 років померло щонайменше 100 жителів села.

## Економіка
- Сільськогосподарське товариство з обмеженою відповідальністю «Овена»[4].

## Визначні пам'ятки
- Братська могила вояків, загиблих під час Другої світової війни. Поховано 378 вояків: рядові Василь Іванов, Микола Касицин, Руфим Мельников, Назар Поляков і 374 невідомих[5].

## Відомі люди

### Народилися
- Анатолій Гулак — мовознавець, доктор філологічних наук, професор кафедри російської мови Харківського національного педагогічного університету імені Григорія Сковороди.